# Back 4 Blood
Back 4 Blood è un videogioco del 2021 sviluppato da Turtle Rock Studios e pubblicato da Warner Bros. Games per PlayStation 4, PlayStation 5, Xbox One, Xbox Series X e Series S e Microsoft Windows.

## Trama
Back 4 Blood è ambientato in una città fittizia della Pennsylvania occidentale.

## Modalità di gioco
Back 4 Blood è uno sparatutto in prima persona cooperativo multigiocatore.

## Sviluppo
Back 4 Blood è stato annunciato nel marzo 2019. A dicembre 2020 è stata distribuita una closed alpha, seguita da una open beta ad agosto 2021.
Dopo la pubblicazione del gioco sono state distribuite tre espansioni: Tunnels of Terror, Children of the Worm e River of Blood.